# Saint-Marcouf (Calvados)
Saint-Marcouf település Franciaországban, Calvados megyében. Lakosainak száma 86 fő (2022. január 1.). Saint-Marcouf Cartigny-l’Épinay, La Folie és Isigny-sur-Mer községekkel határos.

## Népesség
A település népessége az elmúlt években az alábbi módon változott:
| Lakosok száma | 128  | 99   | 94   | 93   | 97   | 100  | 102  | 94   | 90   | 86   |
|               | 1968 | 1982 | 1990 | 2006 | 2013 | 2015 | 2017 | 2019 | 2020 | 2022 |